# Metaboloma

Esquema general que mostra les relacions del genoma, el transcriptoma, el proteoma i el metaboloma (lipidoma).

El metaboloma fa referència al conjunt complet de substàncies químiques de molècules petites que es troben dins d'una mostra biològica. La mostra biològica pot ser una cèl·lula, un orgànul cel·lular, un òrgan, un teixit, un extracte de teixit, un biofluid o un organisme sencer. Les substàncies químiques de molècules petites que es troben en un metaboloma determinat poden incloure tant metabòlits endògens que són produïts naturalment per un organisme (com ara aminoàcids, àcids orgànics, àcids nucleics, àcids grassos, amines, sucres, vitamines, cofactors, pigments, antibiòtics, etc.), així com productes químics exògens (com medicaments, contaminants ambientals, additius alimentaris, toxines i altres xenobiòtics) que no són produïts de manera natural per un organisme.
En altres paraules, hi ha tant un metaboloma endogen com un metaboloma exogen. El metaboloma endogen es pot subdividir més per incloure un metaboloma "primari" i un de "secundari" (sobretot quan es fa referència a metabolomes vegetals o microbians). Un metabòlit primari està directament implicat en el creixement, desenvolupament i reproducció normals. Un metabòlit secundari no està directament implicat en aquests processos, però sol tenir una funció ecològica important. Els metabòlits secundaris poden incloure pigments, antibiòtics o productes de rebuig derivats de xenobiòtics parcialment metabolitzats. L'estudi del metaboloma s'anomena metabolòmica.